# Capinordic Bank
Capinordic Bank var en dansk investment- och privatbank med filial i Sverige. Den svenska filialen öppnade i september 2008 och erbjöd bankkonton med fast ränta till privatpersoner och företag.
Capinordic Bank försattes torsdagen den 11 februari 2010 i konkurs. Den svenska filialens kunder omfattas av den danska insättningsgarantin. I Capinordic koncernen ingår även Monetar  som erbjuder förvaltning av PPM, Monetar fick kritik i samband med bankens konkurs eftersom merparten av kunderna fanns placerade i bankens egna fonder. Det resulterade bland annat i att Monetars ca. 100.000 kunder fick sina pensionsportföljer låsta när Pensionsmyndigheten valde att handelsstoppa Capinordics fonder.

## Systerbolag
Monetar Pensionsförvaltning

Capinordic Fondservice (tidigare Nordisk Fondservice)